# Marc Cintron
Marc Cintron (* 20. November 1990 in Piscataway Township, New Jersey, USA) ist ein ehemaliger puerto-ricanischer Fußballspieler. Der 1,86 m große Mittelfeldspieler und Stürmer absolvierte 2012 drei Länderspiele für das Heimatland seiner Eltern und erzielte dabei am 15. August 2012 ein Tor gegen den amtierenden Europa- und Weltmeister Spanien.

## Karriere

### Karrierebeginn
Marc Cintron wurde am 20. November 1990 als Sohn der puerto-ricanischen Eltern Jeanine und Luciano Cintron im Piscataway Township im US-Bundesstaat New Jersey geboren, wo er auch mit seinen jüngeren Geschwistern Michael, ebenfalls ein späterer College-Fußballspieler (Rutgers University), und Lauren, eine Absolventin der Rutgers University – New Brunswick, aufwuchs. Noch in jungen Jahren begann er mit dem Fußballsport, den er auch während seiner kompletten Schullaufbahn ausübte. Im Jahre 2003 wurde er als 12-Jähriger ins New Jersey Olympic Development Program aufgenommen, in dem er in weiterer Folge vier Jahre lang ausgebildet wurde und parallel dazu auch bereits für das schuleigene Fußballteam der St. Benedict’s Preparatory School in Newark, New Jersey, in Erscheinung trat. Mit der Mannschaft gewann er eine nationale Meisterschaft, wobei die Mannschaft über die gesamte Saison hinweg ungeschlagen blieb. Zudem schaffte er es mit der High-School-Mannschaft in diesem Jahr auf den zweiten Platz der besten High-School-Fußballteams der Vereinigten Staaten. Parallel hierzu kam er wiederum als 16-Jähriger im Jahre 2007 an die Players Development Academy, wo er weiterhin eine Ausbildung als Fußballspieler absolvierte. Mit der Akademiemannschaft gewann er unter anderem die U.S. Club National Championship. Nach dem Ausbildungsende im Jahre 2009 wechselte er ans Providence College, wo er für die Herrenfußballmannschaft der Universitätssportabteilung Providence Friars in Erscheinung trat.

### College-Laufbahn
In seinem Freshman-Jahr 2009 kam Cintron in allen 20 Meisterschaftsspielen seiner Mannschaft zum Einsatz, wovon er in zwölf von Beginn an am Spielfeld war und insgesamt zwei Treffer und vier Torvorlagen beisteuerte, mit denen er die mannschaftsinterne Rangliste in diesem Bereich zusammen mit einem weiten Teamkollegen anführte. Im nachfolgenden Spieljahr 2010 entwickelte er sich zum erfolgreichsten Vorlagengeber der Friars, wobei er neben zwei Torerfolgen gleich zehn weitere Treffer für seine Mannschaftskameraden vorbereitete. Dieser Wert war mit Abstand der höchste unter den ganzen Friars-Spielern dieser Saison und nur zwei Torvorlagen von Art Podgorskis Schulrekord aus dem Jahre 1982 entfernt. Für seine Leistungen in den ersten beiden Runden im Big-East-Championship-Tournament wurde er in der Kalenderwoche 44 ins College-Soccer-News-National-Team-of-the-Week gewählt. Mit 14 Scorer-Punkten rangierte er hinter Matt Marcin, der zwar eine Profikarriere in Aussicht hatte, als er 2011 zu Philadelphia Union gedraftet wurde, daraufhin jedoch eine Karriere bei JPMorgan Chase einschlug, auf dem zweiten Platz der Providence Friars im Spieljahr 2010. In 21 seiner 22 Meisterschaftseinsätzen startete er aus der Stammformation.
Weiterhin offensivstark zeigte sich der puerto-ricanischstämmige Cintron 2011, als er, aufgrund eines verletzungsbedingten Ausfalls in den ersten fünf Partien, in lediglich 15 Meisterschaftsspielen zum Einsatz kam, von denen er in allen von Beginn an auflief. Hierbei gelangen ihm drei Treffer, sowie fünf Vorlagen, was ihn erneut zum besten Assistgeber des Teams machte. Zum ersten Mal in seiner Karriere wurde er in dieser Saison offiziell von der Big East Conference geehrt, als er ins All-Big-East-Third-Team gewählt wurde und zudem auch noch eine NSCAA-All-Northeast-Region-First-Team-Ehrung erhielt. Zusammen mit dem späteren Profi Marcos Ugarte bildete er dabei ein kongeniales Offensivduo, das unter anderem auch noch von Greg Davis, der jedoch nicht den Sprung in den Profibereich schaffte, offensiv unterstützt wurde. Ugarte war in dieser Saison sogar der erste Spieler der Friars seit Kempes Corbally im Jahre 1998, der ins All-Rookie-Team gewählt wurde. Am 24. Oktober 2011 wurde er zudem zum Big-East-Offensive-Player-of-the-Week gewählt. Während der spielfreien Zeit an der Universität kam er in den Spieljahren 2010 und 2011 bei den Central Jersey Spartans in der viertklassigen PDL-Pro, später USL PDL, unter. 2010 absolvierte er drei torlose Meisterschaftsspiele, im Jahr darauf waren es sieben.
In seinem abschließenden Senior-Jahr 2012 kam Marc Cintron in zwölf Ligaspielen zum Einsatz, wovon er in elf von Beginn an mitspielte. Hierbei erzielte er ein Tor und bereitete ein weiteres vor. Vor seinem letzten Spieljahr wurde er ins Preseason-All-Big-East-Conference-Team gewählt. Des Weiteren stand er zum Ende hin auf der Beobachtungsliste der Hermann Trophy, die alljährlich an den besten männlichen und weiblichen College-Fußballspieler vergeben wird. Trotz seines bescheiden verlaufenden letzten Jahres rangierte er zum Abschluss seiner Karriere auf der college-internen Rangliste betreffend der Torvorlage mit 20 Assists auf dem fünften Rang. Im Januar 2013 nahm Marc Cintron, mittlerweile dreifacher puerto-ricanischer Nationalspieler, als einer von 56 Spielern des Senior-Jahres an der viertägigen MLS Player Combine im Central Broward Regional Park in Lauderhill, Florida, teil, um sich vor den Scouts der Major League Soccer zu beweisen. Im weiteren Verlauf des Monats wurde Cintron am 22. Januar 2013 über den MLS Supplemental Draft als 34. Pick zu den New York Red Bulls gedraftet, wobei er nach Chris Konopka (Jahrgang ’07) und Ryan Maduro (’09) der dritte Fußballspieler des Providence College war, der bei einem New Yorker Team unterkam. Bei den Red Bulls erhielt er jedoch in weiterer Folge keinen Vertrag und musste das Franchise daraufhin wieder verlassen.

## Leben nach dem Fußball
Gleich im Anschluss an seine Fußballlaufbahn wurde er im Februar 2013 von der Firma Omnyx, LLC als Laborant engagiert; als dieser war er bis September 2013 als Assistent in der Optotechnik aktiv. Erst im November 2014 fand er mit Insight Global, einem der am schnellst wachsenden Informationstechnolgieunternehmen der Vereinigten Staaten, einen neuen Arbeitgeber und war für diesen bis August 2015 tätig. Ab August 2015 arbeitete er für Pershing LLC, einem Unternehmen der Bank of New York Mellon, als Custody Associate II und stieg innerhalb des Unternehmens im September 2017 zum Non-ACATS Associate auf.

## Nationalmannschaftskarriere
Seine Nationalmannschaftskarriere begann im Mai 2012, als er erstmals vom Costa-Ricaner Jeaustin Campos in die puerto-ricanische Fußballnationalmannschaft einberufen wurde. Campos nominierte ihn dabei für zwei Freundschaftsspiele Anfang Juni gegen Nicaragua, wobei Cintron im Spiel am 1. Juni, sowie im Spiel am 3. Juni zum Einsatz kam. Bei seinem Debütspiel, einem 3:1-Sieg kam er in der 75. Spielminute für Andrés Cabrero auf den Rasen; in der zweiten Begegnung spielte er von Beginn an und wurde in Minute 73 durch Joseph „Jackie“ Marrero ersetzt. Seinen eigentlichen Durchbruch sollte Marc Cintron jedoch am 15. August 2012 im freundschaftlichen Länderspiel gegen den amtierenden Europa- und Weltmeister Spanien haben. In diesem Spiel wurde er von Jeaustin Campos in der 62. Spielminute für Andrés Pérez ins Spiel geholt und erzielte nur drei Minuten später den Anschluss- und Endtreffer zur 1:2-Niederlage. Nach einer weiten Kopfballvorlage von Héctor Ramos kam Marc Cintron dabei an Sergio Ramos vorbei und traf in das von Pepe Reina gehütete Tor der Spanier. Dies war zugleich auch sein letztes Länderspiel im Kader der Puerto-Ricaner, nachdem sich Cintron in weiterer Folge gegen eine Karriere als Profifußballspieler entschieden hat.

## Spielstil
Von den Scouts der Major League Soccer wird er als Spieler beschrieben, der vorwiegend am rechten Flügel einzusetzen ist. Außerdem wird er als athletisch, mit guter Körpergröße, sowie als robust und mit guten physikalischen Attributen beschrieben. Weiters werden seine Spielübersicht, sowie seine präzisen Flanken in den Strafraum gelobt, wobei letztere als seine große Stärke angesehen werden. Auch wird gelobt, dass er nach Ballgewinn rasch Geschwindigkeit aufnimmt und in Richtung Tor zieht. Des Weiteren gilt der 1,86 m großen Offensivakteur als überaus dynamisch und, vor allem aufgrund seiner Schnelligkeit auf dem Weg zur Torauslinie, nicht leicht vom Ball zu trennen. Der Abschluss, sowie seine Laufwege nach Innen wurden jedoch bemängelt und als ausbaufähig bezeichnet. Von Kritikern wurde auch bemängelt, dass er nicht die nötige Athletik und Laufgeschwindigkeit eines Flügelspielers hätte. Der großgewachsene Spieler mit breiten Schultern und einer guten Beschleunigung gilt zudem als temperamentvoll, aber auch als etwas launisch und sprunghaft. Seine Fähigkeiten in 1-gegen-1-Situationen wurden unterschiedlich bewertet; während die einen behaupten, dass er in 1-gegen-1-Situation sicher auftritt, soll er in solchen Situationen vor dem Tor als unsicher gelten. Dennoch soll er es in diesen Spielsituationen mit allen College-Spielern im Land aufnehmen können. Weiters wird noch erwähnt, dass er sein Potenzial am College nicht voll ausnutzen konnte und ihm so eine längerfristige Profikarriere verwehrt blieb. 